# دون غيرهارد
دون غيرهارد (بالإنجليزية: Don Gerhardt)‏ هو لاعب كرة قدم أمريكية أمريكي، ولد في 31 مارس 1944 في أورتونفيل في الولايات المتحدة.

## وصلات خارجية
- دون غيرهارد على موقع JustSportsStats.com (الإنجليزية)